# نوه مرد دانا
نوهٔ مرد دانا (賢者の孫 Kenja no Mago) یک مجموعه لایت ناول ژاپنی به نویسندگی تویوشی یوشیوکا و تصویرگری سیدی کیکوچی است. این کتاب در ژانویه ۲۰۱۵ در وبگاه شوستسوکا نی نارو به صورت آنلاین منتشر شد. این کتاب توسط اینتربرین خریداری شد که از ژوئیه ۲۰۱۵ به بعد ۱۷ جلد را منتشر کرد.
یک اقتباس مانگا با تصویرسازی شونسوکه اوگاتا از مارس ۲۰۱۶ در وبگاه کادو کاوا شوتن شروع به پخش سریال کرد. در بیست و شش جلد تانکوبون جمع‌آوری شده است.
یک مجموعه تلویزیونی انیمه اقتباسی از آوریل تا ژوئن ۲۰۱۹ پخش شد.

## خلاصه داستان
در دنیایی دیگر که پر از سحر و جادو بود، حکیم مرلین ولفورد، نوزادی را پیدا کرد. مسلماً چنین مکانی برای این نوزاد خطرناک بود. مرلین نوزاد را به خانهٔ خود برد تا از او مراقبت کند. مرلینِ حکیم نام او را شین گذاشت و او را مانند نوهٔ خودش بزرگ کرد. شین بزرگ شد و از آموره‌های مرلین بهره‌مند شد و تبدیل به یکی از قدرتمندترین پسران شهر شد. با این حال، هنگامی که شین به سن ۱۵ سالگی رسید، مرلین حکیم از دنیا رفت. او پیش از مرگش به خاطر آورد که فراموش کرده به شین عقل سلیم بیاموزد! عملاً شین همه قدرتی داشت اما از عقل بی‌بهره بود. حال باید دید فهرمان قصهٔ ما چگونه در دنیایی پر از جادو و شیاطین دوام خواهد آورد.